# Myllita stowei
Myllita stowei är en musselart som först beskrevs av Hutton 1873.  Myllita stowei ingår i släktet Myllita och familjen Lasaeidae. Inga underarter finns listade i Catalogue of Life.